# 午後紅茶
午後紅茶（日语：午後の紅茶；又譯午後的紅茶）是日本麒麟飲料自1986年起販售的茶飲料系列產品。

## 概要

安娜·瑪麗亞·羅素的畫像

- 1986年7月14日，在罐裝紅茶充斥的日本飲料市場上，午後紅茶為首次出現的寶特瓶裝紅茶飲料。但當時只有販賣1.5公升寶特瓶裝的原味紅茶。接著在1988年到1989年間推出檸檬茶和奶茶口味，現在這三種口味成為基本的常賣商品。
- 商品名稱「午後の紅茶」，是貝德福公爵夫人安娜·羅素所創造的「Afternoon tea」（下午茶）的直譯。目前午後紅茶的外包裝上也繪有安娜的畫像[1]。
- 在2001年，依序在中國大陸、臺灣以「午後の紅茶／午後紅茶」（包裝上以日文、中文並列）的商品名稱販賣。
- 2008年4月開始，基本三種口味的1.5公升寶特瓶包裝採用了KIRIN MC DANONE WATERS公司生產的環保材質寶特瓶。新的寶特瓶更加輕量化、省資源、容易壓扁促進資源回收，減輕環境的負荷。
- 2008年開始在香港販賣，並在當地的處境電視劇《同事三分親》插入大量置入性行銷。

## 販賣種類

### 台灣

#### 寶特瓶、罐裝
註：以下介紹的茶葉品種為日本地區使用，其他地區則不確定是否使用同樣的品種。
- 原味紅茶：茶葉主要使用汀布拉茶（於2015年3月至5月曾停止銷售）
- 奶茶：茶葉主要使用康提茶（於2015年3月至5月曾停止銷售）
- 檸檬紅茶：茶葉主要使用努沃勒埃利耶茶（於2015年3月至5月曾停止銷售）

#### 新鮮屋紙盒
- 綢醇奶茶
- 葡萄紅茶（2008年5月上市）
- 紅甜柚紅茶（2008年5月上市）

### 日本

#### 寶特瓶、罐裝

##### 基本常販系列
標準的紅茶，從發售開始至今的系列。
- 原味紅茶：茶葉主要使用汀布拉茶
- 奶茶：茶葉主要使用康提茶
- 檸檬紅茶：茶葉主要使用努沃勒埃利耶茶

##### 特別系列
- 卡姆果檸檬茶（カムカムレモンティー，2006年4月發售，460ml）
- 茶葉2倍的奶茶（烏瓦100％，2006年6月發售，460ml）

## 歷代的代言人
- 小泉今日子
- 岡本健一
- 奧黛麗·赫本
- CHARA
- 高橋マリ子
- BoA
- 優香
- 邁克爾·J·福克斯
- 布蘭妮（G.G. Tea 系列）
- 松浦亞彌（2003年4月～2008年3月）
- 森光子（與松浦亞彌共演）
- 大柴亨（ルー大柴，與松浦亞彌共演）
- 蒼井優（2008年4月～2015年3月）
- 龜梨和也（2012年3月～2015年3月）
- 早見朱莉（2015年3月～2016年2月）
- 大原櫻子（2015年3月～2016年2月）
- 季葉（2015年3月～2016年2月）
- 松本潤（2016年2月～2017年）
- 西內麻里亞（2016年）
- 上白石萌歌、井之脇海（2016年~2018年）
- 宮崎葵（2017年）
- 高良健吾（2018年）
- 齊藤慎二（2018年）
- 新木優子（2018年6月～）
- 深田恭子（2019年～）
- 莉莉·弗蘭奇（2019年～）
- 目黑蓮（2023年～）

## 軼事
早年胰臟癌不易檢驗，即使罹患也非常難發現，直到發現時已無法手術治療，存活率低於5%，在醫界又被稱為黑暗器官。但研究胰臟超音波檢驗超過10年的前大阪國際癌症中心副院長片山和宏指出，如果在胃中填滿水分，可以讓胰臟超音波顯影的更為清楚，其中以奶茶最為有效；而市面上各種品牌的奶茶中，午後紅茶奶茶的成分有可能最適合幫助超音波檢查。日本國立癌症研究中心檢驗研究部部長中山富雄推測可能是午後紅茶奶茶的乳脂肪成分比例，剛好最適合超音波檢驗；這使得過去不可能發現的微小胰臟癌也能夠被發現，也幫助胰臟癌手術的存活率由30%提升到50%。午後紅茶製造商、日本KIRIN公司則表示沒想到自家產品會因此成為話題，感到非常驚訝，同時也表示當初製造商品時，並沒有想到會有醫療用途，希望客戶對飲料有一般飲用之外的用途時，能夠遵照醫師的指示。

## 外部連結
- 午後紅茶（官方網站）（页面存档备份，存于）
- 小岩井乳業（页面存档备份，存于）